# Socialporr
Socialporr eller socialpornografi är en beskrivning av inträngande journalistisk uppmärksamhet av social utsatthet och olycka, ofta i underhållande eller säljande syfte. Benämningen ses ibland som en nedvärderande beskrivning av socialreportage.

## Utveckling
Journalistik om fattiga människor med olika slags bekymmer har funnits länge, ofta som del av undersökande journalistik. Tidiga exempel var socialreportage av skribenter som Wendela Hebbe och  "Lubbe" Nordström (se "Lort-Sverige"). Statusen i detta skrivande har länge haft låg status, och i vissa sammanhang kan detta skrivande beskrivas som socialporr.
Den amerikanska filmen Midnight Cowboy från 1968, med sitt fokus på socialt utsatta personer i en miljö med sexhandel, har beskrivits som socialpornografi. Samma år beskrevs den svenska filmen Badarna med samma ordalydelse. Senare har även filmer som Biutiful beskrivits som socialporr på grund av ett "poserande" och överdrivet fokus på utsatthet och negativa sociala budskap.
I svensk TV var journalistiska berättelser med fokus på utstötta människor eller social misär vanliga under 1970- och början av 1980-talet. Begreppet socialporr har även senare kommit till användning för TV-reportage med fokus på social utsatthet.

## Kritik och liknelser
"Eländesbeskrivningar" relaterade till tredje världen och kvinnors eller fattiga personers utsatthet, i bland annat svenska medier, kan ibland beskrivas som rasistiska eller åtminstone som ett utslag av exotism. Detta anses ibland bidra till en objektifiering eller sexualisering – ofta när det berör kvinnor – av de sårbara eller utsatta personerna.
En variant av denna genre är misärporr, där fokus ligger på än tydligare beskrivningar av socialt och ekonomiskt elände. Genren kan även jämföras med den litterära genren 'misery lit', ibland beskriven som 'traumaporr'. Användandet av -porr i dessa genrebeskrivningar har relation till detaljerade beskrivningar av folks utnyttjande i säljande eller underhållande syfte, så som ofta anses ske inom pornografin. En sådan beskrivning i icke-sexuella film- eller bildsammanhang anses ibland göra betraktaren till en voyeur.